# 에어로스탯

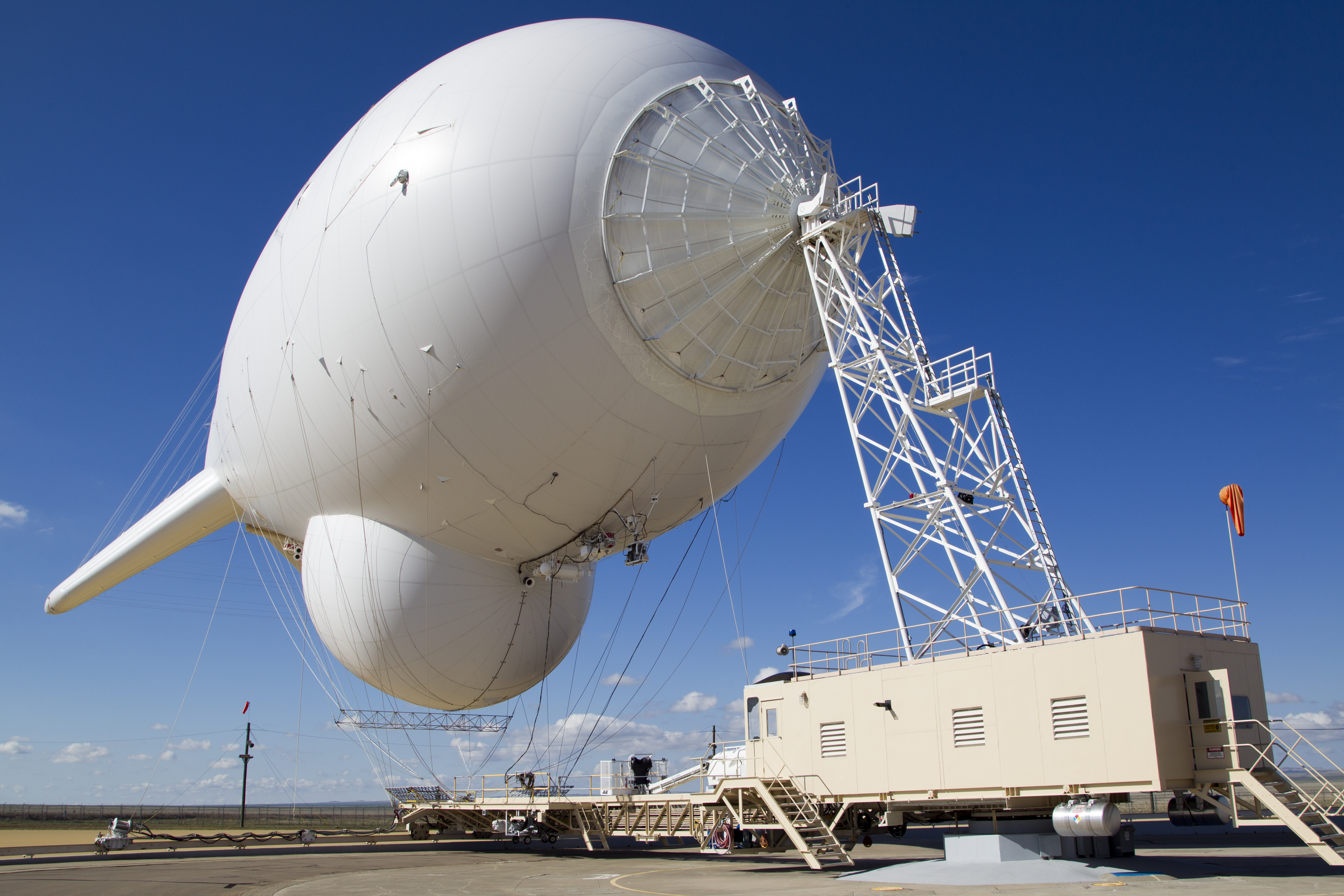

에어로스탯(aerostat)은 일반 공기보다 가벼운 가스의 부력을 사용하여 양력을 얻는 항공기를 뜻한다.